# Shredder (computerschaak)
Shredder is een commercieel schaakprogramma ontwikkeld door de Duitser Stefan Meyer-Kahlen in 1993. Het was meerdere malen de wereldkampioenschappen snelschaken. De multiprocessorvariant van het programma heet Deep Shredder. De laatste versie van Shredder is versie 10.0 en kwam uit in juni 2006. Versie 11 werd vrijgegeven in oktober 2007.
Een versie van het programma werd verwarrend genoeg onder de naam de concurrent Pocket Fritz 2 voor Pocket PC uitgebracht. Sinds september 2006 is er ook onder de naam Shredder mobile ook een versie voor de mobiele telefoon.
Er is ook een versie (toentertijd versie 10 voor Windows en versie 9 voor Linux en de Mac) die door de ChessBase onder hun GUI als Shredder Classic is uitgebracht. Deze versie verkoopt beter dan de versie van Meyer-Kahlen zelf. Echter met de eigen Shredder GUI heeft het programma een iets sterkere speelsterkte als onder de Chessbase-GUI.
Het openingsboek is door de Italiaanse openingsexpert Sandro Necchi samengesteld en op de speelstijl van het programma afgestemd.

## Titels
- Wereldkampioen: 1996, 2000
- Wereldkampioen snelschaken: 2002, 2003, 2004, 2005, 2007
- Wereldkampioen chess960: 2006

Naast deze overwinning won het ook geregeld het CSVN in Leiden en het IPCCC in Paderborn.

## Sterkte Shredder
In november 2006 behaalde Shredder 10.0 een zesde plaats op de SSDF rating lijst met een Elo-rating van 2832. Dit was 86 punten lager dan nummer één Rybka 1.2 met een Elo-rating van 2918.
Shredder 10.x speelt met name sterk in het eindspel, omdat dit programma als een van de weinige alle eindspeldatabase in het geheugen kan laden. Hierdoor kan het 10 duizend keer sneller deze tabellen proben dan een vergelijkbaar programma dat dit van harde schijf zou moeten inlezen.

## Voorbeeld partij
De volgende partij was gespeeld door Shredder (spelend met zwart) tegen List op het wereldkampioenschap van 2003. Shredder offert een stuk in ruil voor initiatief in een positie die te complex is voor een computer om helemaal tot het eind toe door te rekenen:
1.e4 c5 2.Nc3 e6 3.d4 cxd4 4.Qxd4 Nc6 5.Qa4 Bc5 6.Nb5 Nf6 7.e5 Nxe5 8.Bf4 Nfg4 9.Nh3 f6 10.Be2 h5 11.Bxg4 hxg4    12.Bxe5 fxe5 13.Qxg4 O-O 14.O-O-O d5 15.Rhf1 Bd7 16.Nc3 Rc8 17.Kb1 Bd4 18.Ne2 Bxb2 19.Kxb2 Qb6+ 20.Kc1 Qa6 21.Rd2 Rc4 22.Qg6 Be8 23.Qd3 Qxa2 24.Kd1 Qa1+ 25.Nc1 Ba4 26.Qg6 Rf6 27.Qg5 Rf5 28.Qe3 Qb2 29.Qe2 e4 30.f4 e3 31.Qxe3 Bxc2+ 32.Ke2 Re4 0-1